# Брюс, Скотт
Скотт Гордон Брюс (род. 13 сентября 1967) — американский историк-медиевист и историк религии, профессор Фордхемского университета. Известен как автор книг по медиевистике, в том числе трёх книг о бенедиктинском аббатстве Клюни. Соредактор журнала The Medieval Review, член Американской академии медиевистики.

## Биография
Получил степень бакалавра по истории и латыни в Йоркском университете в Торонто (1994), степень магистра истории в Принстонском университете в 1996 году и степень доктора философии по истории там же (2000). С 2002 по 2018 год преподавал в Университете Колорадо в Боулдере. В 2018 году получил должность профессора на историческом факультете Фордхэмского университета.

## Научные интересы
С. Г. Брюс - специалист по истории религии и культуры раннего Средневековья (400—1200 годы н. э.). Его исследовательские интересы включают монашество, агиографию и восприятие классических и святоотеческих традиций.